# جست باد

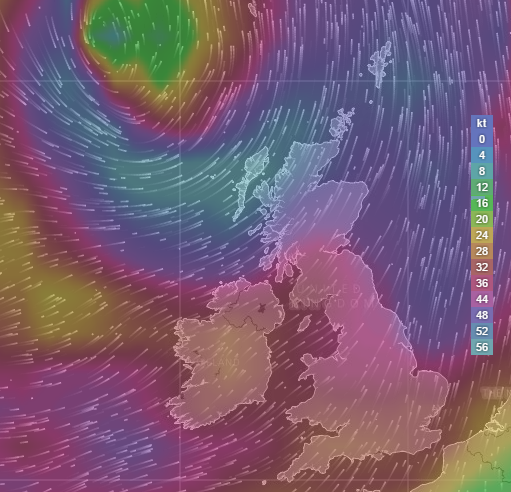
سرعت‌های جَست باد در توفان آبیگایل در نوامبر ۲۰۱۵

جَست یا جست باد (انگلیسی: Wind gust) به افزایش کوتاه‌مدت و ناگهانی سرعت باد گفته می‌شود. جَست معمولاً کمتر از ۲۰ ثانیه دوام دارد و از تندوزه که چند دقیقه طول می‌کشد، کوتاه‌تر است. به دنبال جست یک سکون (یا کاهش) در سرعت باد وجود دارد. به‌طور کلی، بادها در سطح بزرگ آب کمترین جَستی را دارند و بیشترین جَستی در زمین‌های ناهموار و نزدیک ساختمان‌های مرتفع دیده می‌شود.

## تعریف
سرعت باد با استفاده از بادسنج اندازه‌گیری یا توسط بادنمای کیسه‌ای برآورد می‌شود. میانگین سرعت باد پیش از مشاهده هواشناسی طبق اعلام سازمان جهانی هواشناسی، معمولاً در بازه زمانی ۲ دقیقه اندازه‌گیری می‌شود. هر گونه تغییر قابل توجه در این میانگین باد در طول ده دقیقه پیش از مشاهده هواشناسی در پیام‌هایی مانند متار به عنوان جَست ذکر می‌شود. به‌طور کلی در متار زمانی یک باد به‌عنوان جَست گزارش می‌شود که اوج سرعت باد به حداقل ۱۶ گره (۳۰ کیلومتر بر ساعت؛ ۱۸ مایل بر ساعت) می‌رسد و تغییر سرعت بین اوج‌ها و میانگین باد حداقل ۹ تا ۱۰ گره (۱۷ تا ۱۹ کیلومتر بر ساعت؛ ۱۰ تا ۱۲ مایل بر ساعت) باشد. در هواشناسی دریایی حداکثر سرعت یک پُکش بر حسب متر بر ثانیه (m/s) یا بر حسب گره بیان می‌شود، در حالی که از مقیاس بوفورت برای گزارش سرعت متوسط باد استفاده می‌شود. زمانی که حداکثر سرعت باد ۱۰ تا ۱۵ گره (۱۹ تا ۲۸ کیلومتر بر ساعت؛ ۱۲ تا ۱۷ مایل بر ساعت) از میانگین سرعت بیشتر شود، از اصطلاح جَست استفاده می‌شود در حالی که اصطلاح جَست شدید برای بادهای خروجی با سرعت ۱۵ تا ۲۵ گره (۲۸ تا ۴۶ کیلومتر بر ساعت؛ ۱۷ تا ۲۹ مایل بر ساعت) استفاده می‌شود. اصطلاح جَست سخت نیز زمانی به‌کار می‌رود که سرعت باد از ۲۵ گره (۴۶ کیلومتر بر ساعت؛ ۲۹ مایل بر ساعت) فراتر می‌رود.